# Teofilo Sola
Teofilo Sola (Carmagnola, 28 marzo 1831 – Torino, 28 aprile 1879) è stato un imprenditore italiano, fondatore della società Martini, Sola e C.ia, produttrice di vermut, che poi è diventata la società Martini & Rossi.

## Biografia
Teofilo Sola lavorava alla Distilleria nazionale di spirito divino all’uso di Francia, società fondata in 1847. La distilleria aveva uno stabilimento di produzione a San Salvatore Monferrato (Alessandria) con magazzino e vendita a Torino. 
Teofilo Sola veniva assunto con il ruolo di contabile e lavorava insieme con Alessandro Martini che si occupava della parte commerciale.
Nella distilleria lavorava anche Luigi Rossi, erborista e liquorista con negozio in Torino, esperto nella preparazione di vini aromatizzati come il vermut.
Nel 1860 morì Carlo Re, uno dei fondatori della distilleria. La società si doveva ristrutturare e nel 1863 venne costituita la società in accomandita semplice Martini, Sola e C.ai con i tre soci responsabili, in parti uguali, Martini, Sola e Rossi.
Teofilo Sola morì nel 1879 e di conseguenza la società doveva cambiare nome di nuovo e così nacque Martini & Rossi spa.